# Neugarmssiel
Neugarmssiel is een dorp in de gemeente Wangerland in de Duitse deelstaat Nedersaksen. Het dorp maakt deel uit van de Landkreis Friesland. 
Het dorp ligt 2,5 km ten zuiden van de waddenzeekust en ruim 5 km ten noordwesten van Hohenkirchen, het "hoofddorp" van de gemeente.

## Geschiedenis
Neugarmssiel is ontstaan als haven bij de zijl of spuisluis in het Tettenser Tief. De toen, in 1640,  aangelegde zeedijk beschermde de Garmser Groden (Garmserpolder). De zijl verloor zijn functie nadat in de volgende eeuw een nieuwe polder, de Sophie Groden werd aangelegd. Deze polder was genoemd naar vorstin Sophia van Saksen-Weißenfels (1654-1724), de echtgenote van Karel Willem van Anhalt-Zerbst, die in die tijd heerste over het Vorstendom Anhalt-Zerbst, waartoe de heerlijkheid Jever en dus dit gebied ook behoorde. Van 1737 tot 1854 was het dorp verdeeld tussen de Heerlijkheid Kniphausen en het Groothertogdom Oldenburg, die in dat laatste jaar Kniphausen van het geslacht Von Bentinck overnam.
Tussen 1888 en 1989 stopten er treinen in het dorp van de lijn Jever - Harle. Het in 1910 gebouwde stationsgebouw is nog aanwezig.